# Calico (empresa)
Calico LLC es una compañía estadounidense de biotecnología, investigación y desarrollo fundada el 18 de septiembre de 2013 por el empresario Bill Maris y respaldada por Google con el objetivo de combatir el envejecimiento y las enfermedades asociadas. En la Carta de Fundadores 2013 de Google, Larry Page describió a Calico como una compañía enfocada en "salud, bienestar y longevidad". El nombre de la compañía es un acrónimo de "California Life Company". 
En 2015, Google se reestructuró en Alphabet Inc., convirtiendo a Calico en una subsidiaria de la nueva compañía junto con Google y otros. Es una de las pocas empresas que está realizando este tipo de proyectos, pues las compañías de la industria farmacéutica están más enfocadas al estudio y desarrollo de diferentes fármacos para mejorar la calidad de vida mas no para prolongarla. Sin embargo, a partir de 2018 Calico no ha desarrollado ningún medicamento o producto biotecnológico conocido.

## Asociaciones y personal
En septiembre de 2014, se anunció que Calico, en asociación con AbbVie, abriría una instalación de I+D centrada en el envejecimiento y las enfermedades relacionadas con la edad, como la neurodegeneración y el cáncer. Inicialmente, cada compañía invertiría $350 millones, con una opción para cada uno de agregar $500 millones adicionales más adelante. En el mismo mes, Calico anunció una asociación con la Universidad de Texas Southwestern Medical Center y 2M con respecto al desarrollo de medicamentos para trastornos neurodegenerativos.
En 2015, el Broad Institute of MIT y Harvard anunciaron una asociación con Calico para "avanzar en la investigación sobre enfermedades y terapias relacionadas con la edad". También se anunció una nueva asociación con el Buck Institute for Research on Aging. También en 2015, Calico anunció una asociación con QB3 basada en la investigación de la biología del envejecimiento e identificación de posibles terapias para enfermedades relacionadas con la edad y una con AncestryDNA basada en la realización de investigaciones sobre la genética de la vida humana.
A fines de 2017 y principios de 2018, Calico perdió a dos de sus mejores científicos; en diciembre de 2017, Hal Barron, su jefe de I+D, partió para GlaxoSmithKline, y en marzo de 2018, Daphne Koller, quien estaba liderando sus esfuerzos de inteligencia artificial, se fue a la aventura de aplicar técnicas de aprendizaje automático al diseño de medicamentos. Dan Gosling junto con Scott Maclsaac son los encargados de analizar las células del envejecimiento, así como diferentes factores ambientales que afectan la salud del hombre.. La empresa inglesa UK BioBank colabora con Calico con su aportación de datos genéticos de la población del Reino Unido

## Estudios y experimentos
Calico intenta llegar a generar conocimiento sobre las bases del envejecimiento en mamíferos, para lo cual ha llevado a cabo diversas pruebas. La empresa realizó un experimento con 750 ratones, al 50% de los ratones se les dio una dieta de restricción calórica, al otro 50% de los ratones les dieron la oportunidad de comer lo que quisieran, esto debido a que diferentes estudios han propuesto que la restricción calórica extiende la vida en diferentes especies.
La biológa molecular Cynthia Jane Kenyon trabaja junto con Calico como vicepresidenta de investigación sobre el envejecimiento. Hizo un importante avance pues fue la descubridora del gen del envejecimiento que se encontró en los gusanos Caenorhabditis elegans. A través de su experimentación, Cynthia y su equipo descubrieron el gen del envejecimiento Daf-2 en dicho animal, a lo que procedieron a eliminar el gen en el gusano, dando como resultado la duplicación de su tiempo de vida.

## Críticas y recepciones
En 2017 el biogerontólogo Aubrey de Grey crítico a Calico durante una entrevista calificándolo como una "masiva decepción". De Grey afirmó que Calico ignora la investigación existente sobre la longevidad y que, en su lugar, se centra en comprender mejor el envejecimiento. De Grey afirmó que, entre otras personas en la cima de la compañía, el director científico David Botstein es uno de los principales responsables de este enfoque al ser un científico básico que, por lo tanto, nunca sentiría que tenemos suficientes conocimientos. Calico también ha sido criticada por su secretismo, contrario a la política de "cultura abierta" de Google, y también por su falta de progresos e ineficacia en sus investigaciones dado su enorme presupuesto.